# Человек-ящерица
Lizardman (англ. lizard + man) — якобы существующее гуманоидное существо-криптид с кожей, напоминающей кожу рептилий, которое наблюдали в Северной Америке. Данное существо, согласно сообщениям, имело рост, варьировавшийся от 0,5 до 2 метра и более. Сообщалось, что оно появлялось из воды и нападало на автомобили. В отдельных случаях наблюдения чупакабры описания свидетелей коррелируют с описаниями человека-ящерицы.

## Изучение свидетельств о человеке-ящерице
Немногочисленные случаи встреч с человеком-ящерицей возле Бишопвилля летом 1988 г. (в том числе и случай с Кристофером Дэвисом) широко освещались в прессе, что привело к тому, что объявилось множество людей, утверждавших, что ранее уже наблюдали это существо.
Писатель Джон Кил (англ. Keel) собрал по всей территории США около 20 случаев наблюдения гуманоидов с кожей, как у рептилий. Криптозоолог Карл Шукер (англ. Shuker), рассматривая эти случаи в своей книге «Непознанное» высказывает предположение, что человек-ящерица является существом, произошедшим от динозавров в ходе эволюции.
Местные полицейские отнеслись к сообщениям о человеке-ящерице скептически. С одной стороны, они признавали, что имеется достаточно утверждений от людей, которым не было оснований не доверять, для того, чтобы сделать вывод, что какое-то существо они действительно видели. С другой стороны, они считали более правдоподобным, что это был медведь.
Через две недели после сообщения Кристофера Дэвиса сотрудники департамента шерифа сделали несколько отпечатков неких следов, имеющих около 14 дюймов (35,5600000 см) в длину, однако они решили не посылать их в ФБР для дальнейшего анализа после того, как биологи сказали, что их невозможно идентифицировать. Представитель департамента морских ресурсов Южной Каролины Джонни Эванс сказал, что следы не похожи на следы какого-либо известного животного. Он также отверг предположение, что их могло оставить какое-либо животное-мутант.